# Le grandi dame di casa d'Este
Le grandi dame di casa d'Este è un film del 2004 diretto da Diego Ronsisvalle.

## Trama
Il 4 luglio 1473 Eleonora d'Aragona, figlia del re di Napoli Ferrante d'Aragona, arriva a Ferrara per sposare Ercole I d'Este. Dal matrimonio nasceranno sei figli, fra cui due femmine, le preferite da Eleonora, con le quali manterrà sempre un rapporto profondo.  Eleonora dimostrerà di saper gestire le sorti del ducato ferrarese in momenti di pericolo anche in assenza del consorte o in momenti nei quali giace a letto gravemente ammalato. Difenderà Ferrara dagli attacchi di Venezia e del papa, influenzando Ercole nella realizzazione di alleanze e programmando parentele.
Le sue figlie, Isabella e Beatrice, diventeranno anche strumenti utilizzati a questo fine, educate con attenzione nella gestione delle relazioni di potere. Col duca Ercole farà in modo che Isabella sposi il marchese di Mantova Francesco II Gonzaga e Beatrice il duca di Milano Ludovico il Moro.
Un momento importante per gli Este sarà l'arrivo a Ferrara, nel 1501, di Lucrezia Borgia per sposare il figlio Alfonso.

## Produzione
Il film nasce in un contesto particolare, la mostra "Gli Este a Ferrara", tenutasi al Castello Estense di Ferrara dal 13 marzo al 4 luglio 2004 (di cui è stato il compendio multimediale), ed è stato girato nei luoghi originali della vicenda. I costumi utilizzati sono gli stessi indossati dai figuranti durante la celebrazione del Palio di Ferrara. Le maschere (riadattate) sono invece già state utilizzate nel film Eyes Wide Shut di Stanley Kubrick.
Girato in digitale ad alta definizione, fa parte di un progetto più ampio, L'enciclopedia multimediale del pensiero femminile che prevede, oltre al già realizzato Sexum superando - Isabella Morra, altre opere su Eleonora d'Arborea, Matilde di Canossa e Artemisia Gentileschi.